# АНТ-20
АНТ-20 «Максим Горький» — советский 8-моторный пассажирский самолёт, самый большой самолёт своего времени с сухопутным шасси и его модификации. 
Был построен в 1934 году на Воронежском авиационном заводе, входил в состав Особой сводная агитэскадрильи им. Максима Горького. Потерпел катастрофу 18 мая 1935 года. После этого был построен второй, улучшенный, экземпляр, который также потерпел катастрофу 14 декабря 1942 года.

## Разработка
В октябре 1932 года в группе писателей и журналистов, возглавляемой М. Е. Кольцовым, в день 40-летнего юбилея литературной деятельности Максима Горького родилась идея построить агитсамолёт, назвав его в честь писателя «Максим Горький». Был создан Всесоюзный комитет по строительству самолёта, по всей стране начался сбор денег на постройку, давший в короткий срок около 6 млн рублей. Комитет организовал в своём составе Технический совет под председательством начальника ЦАГИ Н. М. Харламова, которому поручил определить облик будущего самолёта и разработать технические требования, исходя из основных назначений самолёта.
В работах Технического совета приняли участие институты: ЦАГИ, ЦИАМ, полиграфической промышленности, научно-исследовательский институт ВВС, Фотокиноинститут и ряд отдельных инженеров и конструкторов: В. М. Петляков, А. А. Архангельский, Б. М. Кондорский (общие виды), В. Н. Беляев (расчёты прочности), Б. А. Саукке (ведущий инженер),Погосский Евгений Иванович, Енгибарян Амик Аветович (оборудование), Н. С. Некрасов и другие. Возглавлял работу А. Н. Туполев.
Для наблюдения за постройкой и передачей заказа на различное оборудование при Комитете была организована Строительная комиссия под председательством начальника Технического отделения Экономического Управления ОГПУ СССР А. Г. Горянова-Горного (Пенкновича). 10 марта 1933 года Строительная комиссия заключила с ЦАГИ договор на постройку самолёта «Максим Горький». К 1931 году конструктор А. Н. Туполев, успешно запустив в массовое производство бомбардировщик ТБ-3, занимался дальнейшей разработкой сверхтяжёлых гигантов — «летающих крепостей». Был создан эскизный проект пассажирского варианта бомбардировщика ТБ-4, названный АНТ-16.
В апреле 1933 года рассмотрен эскизный проект самолёта, где предусматривалась возможность использования самолёта в качестве агитационного, пассажирского, транспортного, бомбовоза; он мог служить передвижным штабом для высших военных и политических структур власти.

## Конструкция

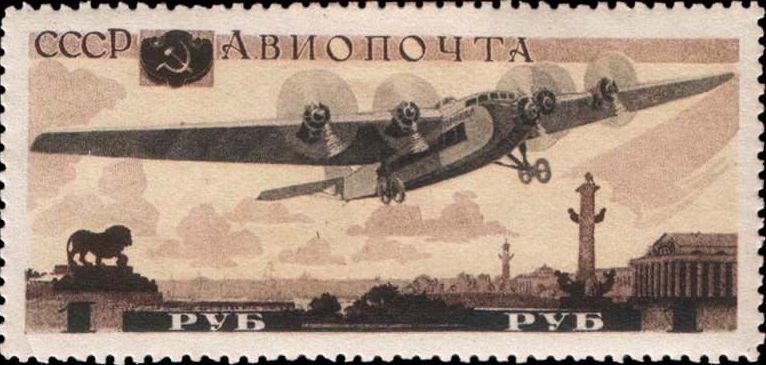
Почтовая марка СССР, 1937 год.

АНТ-20 отличался от ТБ-4 (АНТ-16) только размерами и должен был нести на 1500 кг большую полезную нагрузку, а также эксплуатироваться с относительно небольших аэродромов. Длина разбега при взлёте должна была составлять всего 300—400 м (вместо 800 м у ТБ-4). В связи с этим было спроектировано новое крыло, имевшее бо́льшие площадь и удлинение, чем крыло ТБ-4. Почти вся поверхность была гофрирована.

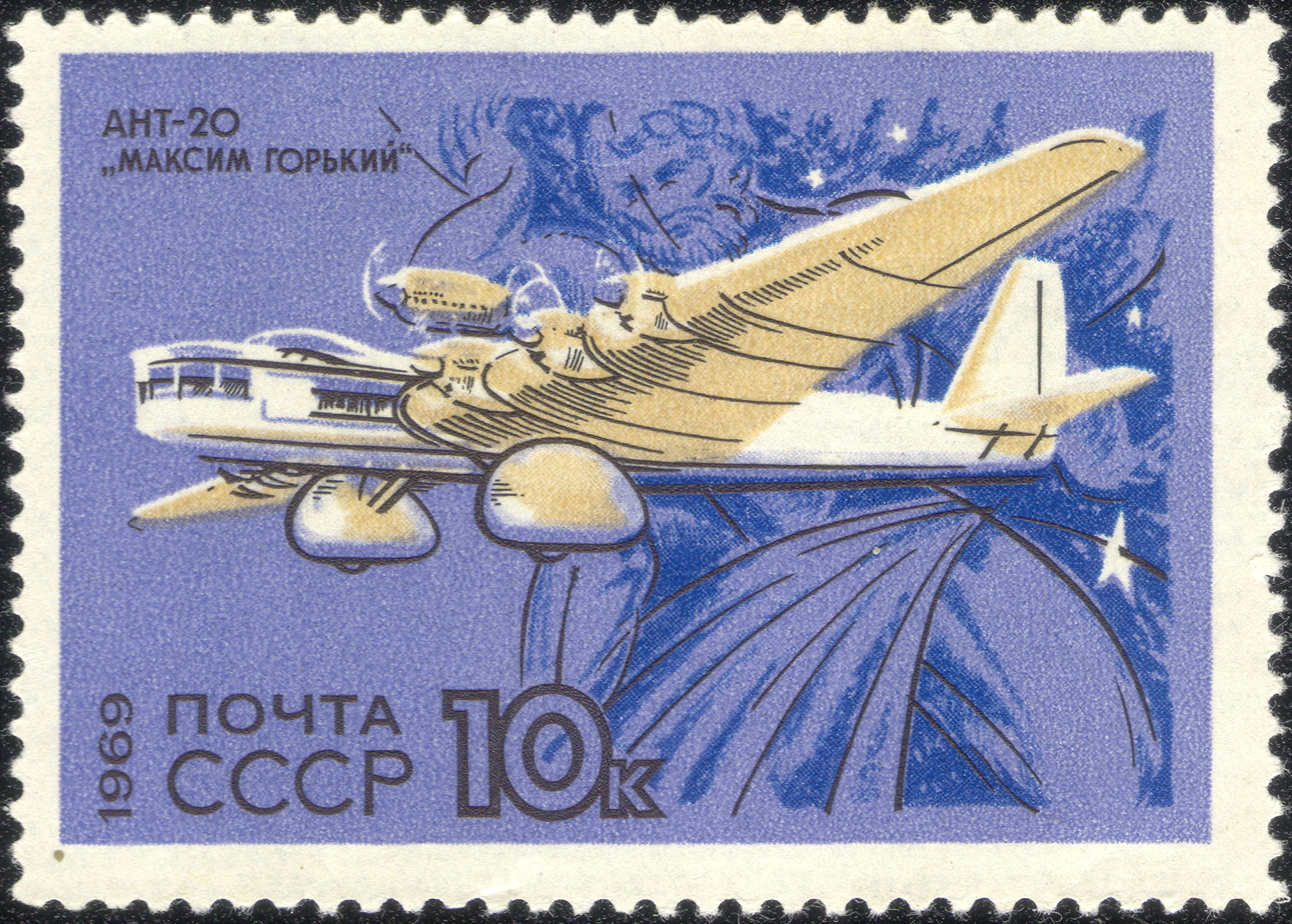
Марка СССРː Самолет АНТ-20 "Максим Горький", 1934. Атлант. Серияː Развитие гражданской авиации в СССР

Силовая установка состояла из восьми двигателей М-34ФРН по 900 л. с. каждый (общая мощность 7200 л. с.). Шесть двигателей располагались на двух консолях крыла, два — в тандемной установке над фюзеляжем.
Винты деревянные, диаметром 4 м. Изначально предполагалось установить шесть двигателей, но их мощности оказалось недостаточно.
Площадь внутренних помещений — 100 кв. м., где могли разместиться до 70 пассажиров. В крыльях расположены двухъярусные кровати для отдыха. Самолёт оборудован лестницей, которая, сворачиваясь, становилась частью пола. Размеры самолёта позволяли разместить пассажиров не только в фюзеляже, но и в центральной части крыла. В крыле были сделаны проходы для доступа к двигателям в случае необходимости устранения неисправностей. Посадка в самолёт производилась через встроенный трап в нижней части фюзеляжа.
Особое внимание уделялось интерьеру и комфорту на борту. В салоне были установлены просторные кресла, на полу лежали ковры, иллюминаторы были закрыты занавесками, а перед креслами установили столики с настольными лампами. Также имелись спальные каюты, библиотека, багажное отделение, умывальники, туалеты и буфет с холодными и горячими закусками.
Стабилизатор перекладной, изменение угла осуществлялось через мощный привод, работающий от электромоторов.
Впервые для тяжёлого самолёта применена электродистанционная система управления.
Пилотажно-навигационное оборудование самолёта обеспечивало его эксплуатацию днём и ночью, в том числе ночные посадки на неподготовленной местности. Имелся автопилот.
На борту находились разнообразные средства агитации, в том числе громкоговорящая радиоустановка «Голос с неба», радиопередатчики, киноустановка, фотолаборатория, типография, библиотека и др. Самолёт был оснащён пневматической почтой, позволяющей экипажу обмениваться записками между собой и с журналистами-агитаторами, находящимися на борту.
На самолёте впервые в отечественной (и, возможно, мировой) практике применена система электроснабжения переменного тока 120 В, 50 Гц. Бортовая электростанция состоит из двух бензиновых двигателей (каждый с номинальной частотой вращения 3000 об./мин) и четырёх генераторов — двух генераторов постоянного напряжения 27 В мощностью 3 кВт и 5,8 кВт; двух генераторов переменного тока мощностью 3 и 5,5 кВт.
При необходимости самолёт мог быть разобран и транспортирован железной дорогой.

## Лётно-технические характеристики
Источник данных: 

Технические характеристики
- Экипаж: 5 чел.
- Пассажировместимость: 48 чел.
- Длина: 33,00 м
- Размах крыла: 63,00 м
- Высота: 12,80
- Площадь крыла: 486,00 м²
- Масса пустого: 28500 кг
- Максимальная взлётная масса: 42000 кг
- Масса топлива во внутренних баках: 7150 кг
- Силовая установка: 8 × ПД М-34ФРН
- Мощность двигателей: 8 × 900 л. с.

Лётные характеристики
- Максимальная скорость: 220 км/ч
- Крейсерская скорость: 198 км/ч
- Практическая дальность: 1200 км
- Практический потолок: 4500 м

## Полёты
4 июля 1933 года начата постройка и 3 апреля 1934 готовый самолёт вывезен на аэродром. 24 апреля он принят специальной комиссией. 17 июня лётчик-испытатель М. М. Громов выполнил на АНТ-20 первый полёт продолжительностью 35 минут.
Второй полёт состоялся через два дня над Красной площадью во время встречи челюскинцев. Пилотировал самолёт М. М. Громов. Следующий пролёт над Красной площадью был осуществлён на параде 1 мая 1935 года, АНТ-20 в тот день эскортировали два истребителя И-5.
М. М. Громов и Н. С. Журов на этом самолёте в 1934 году установили два мировых рекорда, подняв грузы массой 10 и 15 тонн на высоту 5000 м.
На самолёте во время визита в СССР совершил полёт Антуан де Сент-Экзюпери.

## Катастрофа в Москве

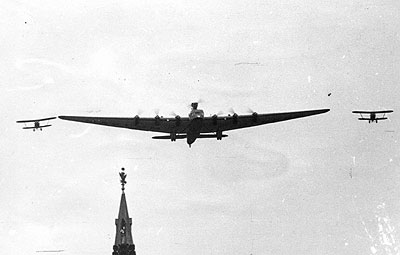
АНТ-20 в сопровождении двух И-5 над Красной площадью

Просуществовал самолёт чуть больше года. 18 мая 1935 года на центральном аэродроме столицы проходил демонстрационный полёт, после которого планировалась передача АНТ-20 в агитэскадрилью им. Горького. Лётчик ЦАГИ Н. С. Журов передавал машину авиатору агитэскадрильи И. В. Михееву. Было разрешено прокатить членов семей строителей АНТ-20. В сопровождение «Максиму Горькому» выделили два самолёта: двухместный Р-5 под управлением лётчика Рыбушкина и истребитель И-5 под управлением испытателя Н. П. Благина. Оператор Щекутьев осуществлял с Р-5 киносъёмку полёта. Перед Н. П. Благиным стояла другая задача: по замыслу кинодокументалистов, он должен был во время съёмок летать рядом с АНТ-20, чтобы зрители могли увидеть разницу в размерах, а также выполнить несколько фигур высшего пилотажа.

Взлетев, «Максим Горький» сделал широкий круг над аэродромом. Через некоторое время, согласно предварительной договорённости с кинодокументалистами, Благин на истребителе начал выполнять фигуры высшего пилотажа в непосредственной близости от АНТ-20. Благин бросил свой истребитель в короткое пике за хвостом «Максима Горького», пронёсся под его фюзеляжем и, оказавшись впереди, круто рванул ручку управления на себя, намереваясь описать вокруг гиганта мёртвую петлю. В верхней точке самолёт завис и, потеряв скорость, рухнул вниз на медленно проплывающий под ним АНТ-20.

Фотография, сделанная за несколько секунд до столкновения

Истребитель Благина врезался в средний мотор, выбил его ударом. Тот отвалился и упал вниз, а машина Благина застряла в образовавшемся рваном отверстии крыла. Воздушный гигант этот страшный таран выдержал. Не исключено, что Михеев с Журовым посадили бы его, если бы у И-5 не оторвалась хвостовая часть, которая нанесла второй, уже смертельный удар по «Максиму Горькому», врезавшись в органы управления. Он медленно завалился на крыло, перевернулся и начал разваливаться в небе. Через несколько секунд прогремел страшный взрыв, и самолёт рухнул на дачный посёлок Сокол. Погибло 49 человек, в том числе Благин, 11 членов экипажа «Максима Горького» и 37 пассажиров — сотрудники ЦАГИ и их родственники, в том числе 6 детей. Киносъёмка катастрофы исчезла, однако была показана в документальном фильме "Тайна гибели самолета «Максим Горький»".

### Мемориал

Мемориал на Новодевичьем кладбище

Похороны всех жертв авиакатастрофы состоялись на Новодевичьем кладбище. На похоронах присутствовали государственные деятели, среди них председатель Моссовета Н. А. Булганин и 1-й секретарь МК и МГК ВКП(б) Н. С. Хрущёв. Тела погибших кремированы, урны с прахом захоронены в 3-й секции колумбария старой территории кладбища. Мемориал увенчан огромным барельефом разбившегося самолёта, выполненным из гранита.

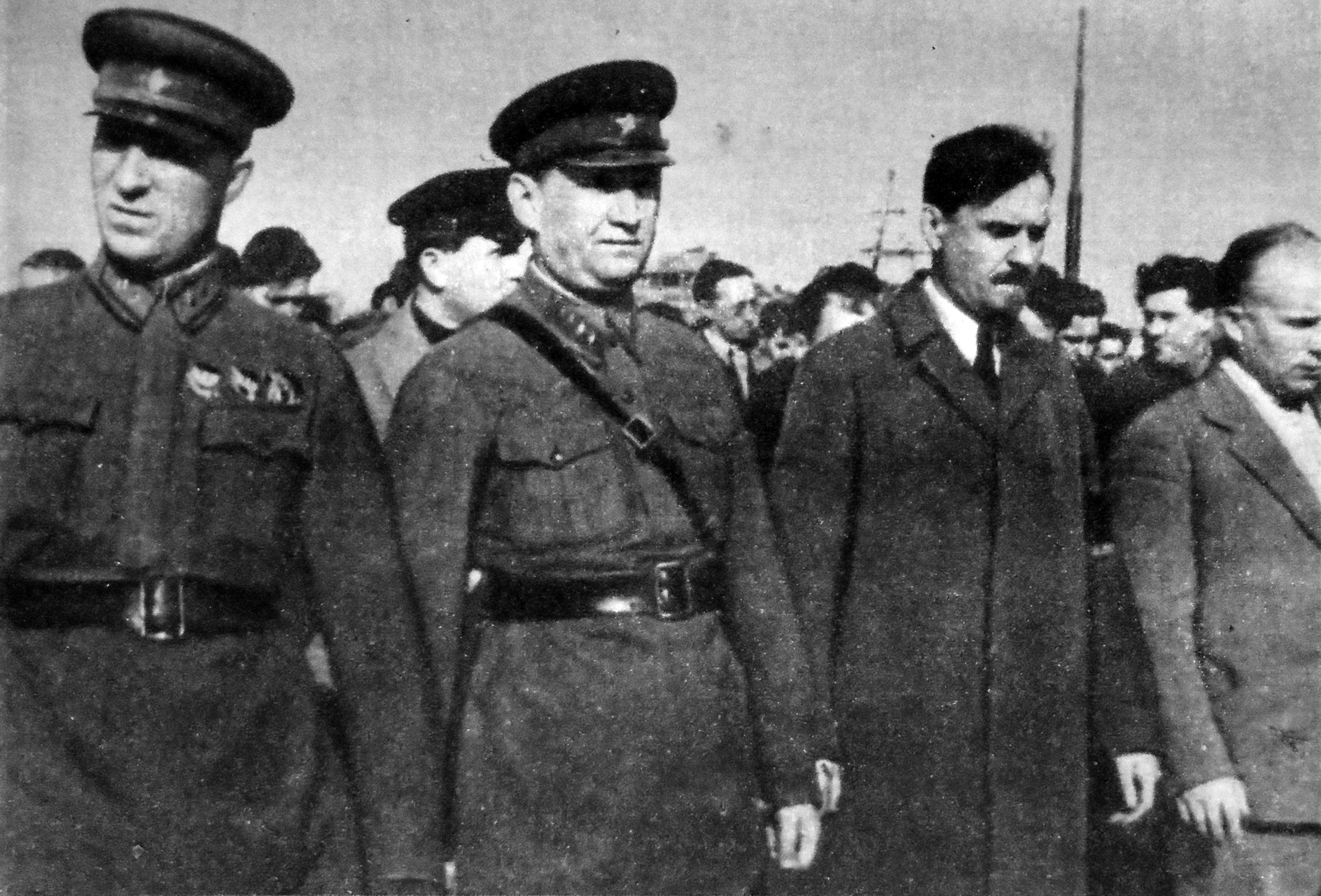
Похороны погибших при катастрофе самолёта. Военный комендант Москвы М. Ф. Лукин, командующий войсками МВО И. П. Белов, председатель Моссовета Н. А. Булганин, 1-й секретарь МК и МГК ВКП(б) Н. С. Хрущёв

### Причины трагедии
Советская пресса возложила всю вину на погибшего Н. П. Благина, нарушившего дисциплину и самовольно совершившего фигуру высшего пилотажа, приведшую к катастрофе.  12 сентября 1935 года в польской газете «Меч» было опубликовано письмо с антикоммунистическими воззваниями, якобы подписанное Благиным, из которого следовало, что Благин действовал намеренно. Позже его перепечатала газета русских эмигрантов в Париже «Возрождение».
Так или иначе, Н. П. Благин был похоронен вместе со всеми жертвами трагедии. Вдове и дочери Благина была оказана помощь: они получили новую квартиру, дочь была переведена в новую школу; вдове, дочери и одному из родителей Благина назначены пенсии по утере кормильца; семья была окружена заботой и вниманием местных партийных руководителей.
Анатолий Горянов-Горный, арестованный после смещения Ягоды, под пытками «сознался», что гибель самолёта — это диверсионный акт, организованный Тухачевским. На допросе А. Горянов-Горный заявил: «Я фактически руководил строительством этого самолёта-гиганта и поэтому мне хорошо известно, что ещё не прошли все испытания...для того, чтобы разрешать полёты, да ещё с пассажирами».
В 2010 году была рассекречена докладная записка с результатами расследования, проведённого сотрудниками НКВД в 1935 году. Из неё следует, что за 1—1,5 часа до полёта с лётчиками, участвующими в пролёте с «Максимом Горьким», встретились работники кинофабрики военно-учебных фильмов В. Г. Ряжский и А. А. Пуллин. С санкции высшего руководства ВВС они настояли на изменении сценария полёта, и лётчики, без ведома руководителя полёта и непосредственных начальников, были вынуждены согласиться. Цель кинодокументалистов — обеспечить съёмки воздушных фигур пилотажа рядом с «Максимом Горьким» для агитационной работы. После трагедии Ряжский и Пуллин были осуждены. Однако результаты расследования были скрыты, чтобы не компрометировать руководство ВВС страны.

## Варианты

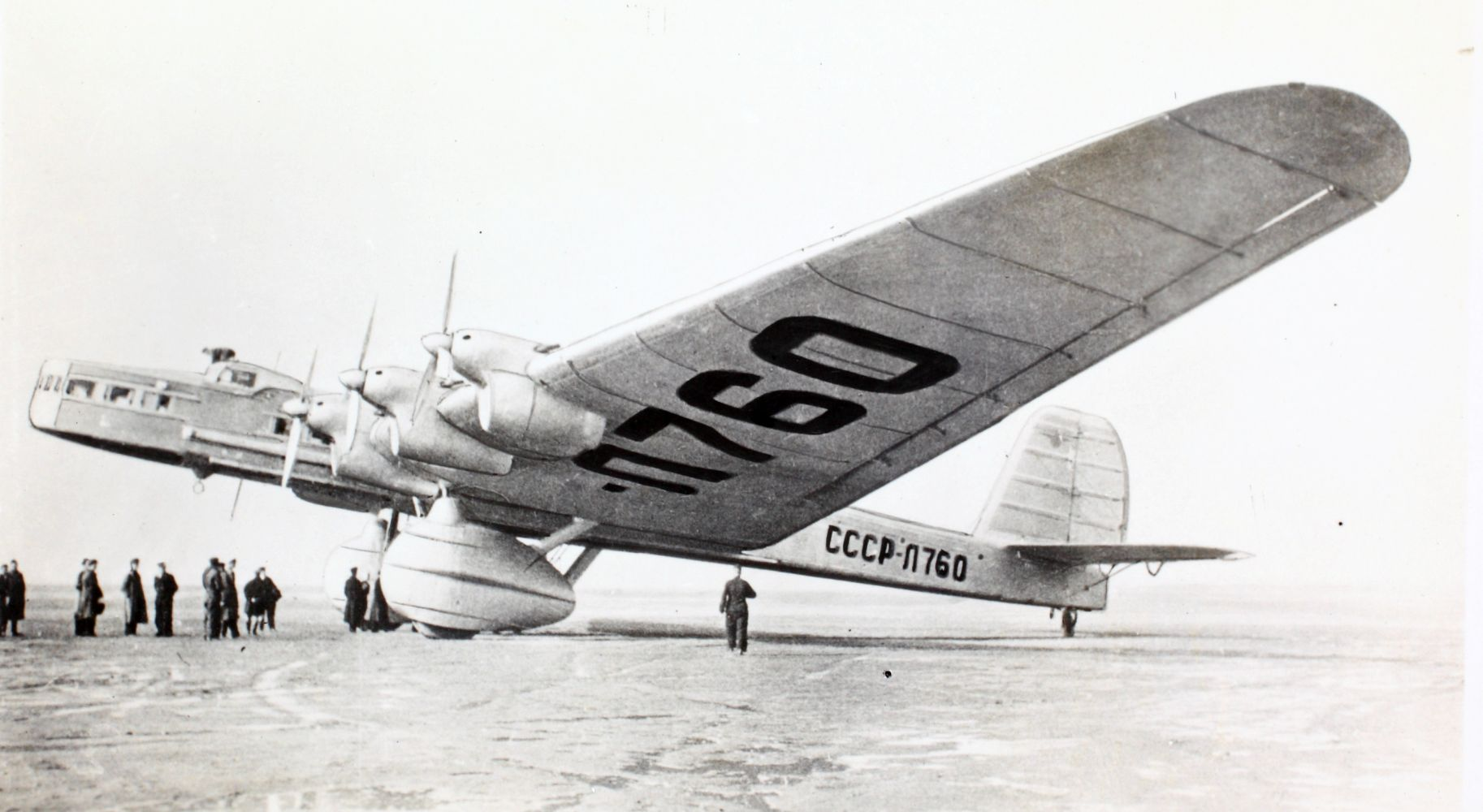
АНТ-20 бис

### АНТ-20бис (ПС-124)
После крушения АНТ-20 было решено построить второй, улучшенный экземпляр. Была убрана тандемная установка, и восемь М-34ФРН заменены на шесть М-34ФРНВ мощностью 1000/1200 л. с. Постройка нового самолёта завершилась в 1938 году, испытывал его также М. М. Громов.
В 1940—1941 гг. этот самолёт под маркой ПС-124 (Л-760) использовался как пассажирский на линии Москва — Харьков — Ростов-на-Дону — Минеральные Воды. После начала войны его перегнали в Ташкент, передали в Узбекское управление гражданской авиации и использовали для перевозки грузов и пассажиров в тылу. Летал, в основном, по трассам Ташкент — Ургенч и Ташкент — Куйбышев.
Катастрофа
14 декабря 1942 года он потерпел катастрофу в 50-90 км от Ташкента по вине пилота, налетав 272 часа. Погибли все 36 человек на борту.
Планировалось построить ещё 18 самолётов АНТ-20 бис, однако ни он, ни АНТ-20 так и не были пущены в серию.

### МГ (военный самолёт)
Помимо гражданских модификаций был разработан и военный вариант МГ. В ноябре 1933 г. между конструкторским бюро и НИИ ВВС велось обсуждение возможности использования «МГ» как десантного самолёта и бомбардировщика. В результате переговоров было решено проработать вариант самолёта с пулемётно-пушечным оборонительным и бомбардировочным вооружением. В вооружение самолёта входили шаровая башня с пушкой «Эрликон» и перекатная турель под ту же пушку; Пулемётные турели Тур-5, Тур-6 (хвостовая) и кинжальная установка — с пулемётами ДА, предкрыльные и закрыльные башни с пулемётами ШКАС. Военный вариант не был реализован в металле.
Вооружение
- Пулемётно-пушечное:
  - 2 × 20-мм пушки «Эрликон»
  - 4 × 7,62 мм пулемёт ШКАС
  - 6 × 7,62-мм пулемёта ДА
- Бомбовая нагрузка: 12000 кг

### Другие
Существовали также проекты ещё бо́льших машин АНТ-26 и АНТ-28, но работы по ним прекращены в 1936 году.

## В компьютерных играх
- Существует любительская модель АНТ-20 низкого качества для симулятора Flight Simulator X.